# Era
Die Era, auch Spanische Ära genannt (lateinisch: Aera Hispanica, Abkürzung AH), ist eine Zeitrechnung, deren Epoche ein unbekanntes Ereignis aus dem Jahr 38 v. Chr. ist. Ob ein Zusammenhang mit dem Jahr der Unterwerfung Spaniens unter die römische Herrschaft besteht, ist unbewiesen, wird aber vermutet.
Isidor von Sevilla  (7. Jahrhundert) behauptet in seinem Buch „Etymologien“, dass dieses Ereignis eine (anderweitig gänzlich unbekannte) Volkszählung des Kaisers Augustus gewesen sei, ab der jährlich ein Tribut von Erz (lateinisch aes, Gen. aeris = „Erz“) entrichtet werden musste.
Die Era hatte große Bedeutung in Spanien und war dort sowie in Portugal und teilweise im Südwesten Frankreichs vor allem unter der Herrschaft der Westgoten gebräuchlich, teilweise noch bis ins 15. Jahrhundert hinein.
Die Era spielt eine Schlüsselrolle in der (wissenschaftlich unhaltbaren) Theorie vom Erfundenen Mittelalter, wo vermutet wird, dass die Era ein Kunstprodukt der Kirche und im Mittelalter in Wirklichkeit gar nicht verwendet worden sei. Zwar ist tatsächlich ein beträchtlicher Teil der westgotischen Grabsteine und Kircheninschriften mit Era-Datierung als gefälscht erkannt worden (Emil Hübner u. a.); an der Existenz dieser Zeitrechnung gibt es in der seriösen Wissenschaft jedoch keine Zweifel.